# マザーレイクゴールズ
マザーレイクゴールズ（英語：Mother Lake Goals、略称：MLGs〈エムエルジーズ〉）は「琵琶湖」を切り口とした2030年の持続可能社会へ向けた目標である。
MLGsは、琵琶湖版の持続可能な開発目標（SDGs）として、2030年の環境と経済・社会活動をつなぐ健全な循環の構築に向け、琵琶湖を切り口として独自に13のゴールを設定している。

## 概要
2021年（令和2年）7月1日、「びわ湖の日」40周年に合わせて開催された「MLGs賛同者会議」で「マザーレイクゴールズ（MLGs）アジェンダ（案）」が承認され、取組を正式に開始した。
マザーレイクゴールズ（MLGs）では、持続可能な社会に向けた行動を考える道しるべとしてゴール、ターゲット、アクションの例をアジェンダに記載し、人々が自発的に行動を起こすことを呼びかけている。
また、この呼びかけに応じて行動を起こした人々をつなぎ、「多様な活動の生態系」をはぐくむための推進体制を整えている。
推進体制の骨格は、アジェンダの改定や重要な意思決定を行う「マザーレイクゴールズ推進委員会」、実際に事業の推進を担う「マザーレイクゴールズ案内人」、学術的な評価を行う「マザーレイクゴールズ学術フォーラム」の三つで構成されている。それぞれが異なる役割を分担するとともに、多様な視点で評価し、対話しあい、事業を絶えず改善できるようにしている。
MLGsの推進に向けた組織の運営は、当分の間、滋賀県が担うこととしている。

## 13の目標
MLGsは以下の13のゴールを設定している。
Goal 1 清らかさを感じる水に
アオコや赤潮などのプランクトンの異常発生が抑制され、飲料水としても問題がなく、思わず触れたくなるような清らかな水が維持される
Goal 2 豊かな魚介類を取り戻そう
在来魚介類の生息環境が改善し、資源量・漁獲量が持続可能な形で増加するとともに、人々が湖魚料理を日常的に楽しむ
Goal 3 多様な生き物を守ろう
生物多様性や生態系のバランスを取り戻す取組が拡大し、野生生物の生息状況が改善するとともに、自然の恵みを実感する人が増加する
Goal 4 水辺も湖底も美しく
川や湖にゴミがなく、砂浜や水生植物などが適切に維持・管理され、誰もが美しいと感じられる水辺景観が守られる
Goal 5 恵み豊かな水源の森を守ろう
水源涵養や生態系保全、木材生産、レクリエーションなどの多面的機能が持続的に発揮される森林づくりが進み、人々が地元の森林の恵みを持続的に享受する
Goal 6 森川里湖海のつながりを健全
森から湖、海に至る水や物質のつながりが健全に保たれ、湖と川、内湖、田んぼなどを行き来する生き物が増加する
Goal 7 びわ湖のためにも 温室効果ガスの排出を減らそう
日常生活や事業活動から排出される温室効果ガスを減らす取組が広がり、琵琶湖の全層循環未完了などの異変の進行が抑えられる
Goal 8 気候変動や自然災害に強い暮らしに
豪雨や渇水、温暖化などの影響を把握・予測し、そうした事態が起きても大きな被害を受けない暮らしへの転換が進む
Goal 9 生業・産業に地域の資源を活かそう
地域の自然の恵みを活かした商品や製品、サービスが積極的に選ばれ、地域内における経済循環が活性化し、ひいては環境が持続的に守られる
Goal 10 地元も流域も学びの場に
琵琶湖や流域、自分が生活する地域を環境学習のフィールドとして体験・実践する機会が豊富に提供され、関心を行動に結びつけられる人が増加する
Goal 11 びわ湖を楽しみ 愛する人を増やそう
レジャーやエコツーリズムなどを通じて自然を楽しむ様々な機会が増え、琵琶湖への愛着が育まれる
Goal 12 水とつながる祈りと暮らしを次世代に
水を敬い、水を巧みに生活の中に取り込む文化や、水が育む生業や食文化が、将来世代へと着実に継承される
Goal 13 つながりあって目標を達成しよう
年代や性別、所属、経験、価値観などが異なる人同士、また異なる地域に住まう人同士がつながり、琵琶湖や流域の現状、これからについて対話を積み重ね、その成果を共有できる機会が十分に提供される